# Cardiodactylus gressitti
Cardiodactylus gressitti är en insektsart som beskrevs av Otte, D. 2007. Cardiodactylus gressitti ingår i släktet Cardiodactylus och familjen syrsor. Inga underarter finns listade i Catalogue of Life.